# Litarcturus granulosus
Litarcturus granulosus là một loài chân đều trong họ Antarcturidae. Loài này được Nordenstam miêu tả khoa học năm 1933.